# Liste des maires de Boissy-Saint-Léger
La liste des maires de Boissy-Saint-Léger présente la liste des maires de la commune française de Boissy-Saint-Léger, située dans le département du Val-de-Marne en région Île-de-France.

## Liste des maires

### Entre 1792 et 1944
| Période | Période | Identité                                            | Étiquette                | Qualité |
| ------- | ------- | --------------------------------------------------- | ------------------------ | --- |
| 1792    | 1792    | Georges d'Huin                                      |                          | |
| 1793    | 1797    | Gabriel Meyniel                                     |                          | |
| 1798    | 1800    | Georges d'Huin                                      |                          | |
| 1800    | 1802    | Louis Jérôme de Seigneurolle                        |                          | |
| 1803    | 1812    | Jean Antoine Sallard                                |                          | |
| 1812    | 1815    | Henry Souhart                                       |                          | |
| 1815    | 1829    | Charles Antoine Charlier                            |                          | |
| 1829    | 1838    | Claude Joseph Marc                                  |                          | |
| 1838    | 1844    | Joseph Rochas                                       |                          | |
| 1844    | 1852    | Jean-Henri Hottinguer (1803-1866)                   |                          | Banquier et régent de la Banque de France |
| 1852    | 1870    | Napoléon Alexandre Berthier Prince de Wagram        | Bonapartiste             | Pair de France, chef de bataillon de la Garde Nationale Propriétaire du Château de Grosbois Sénateur de la Seine (1852 → 1870) Conseiller général de Boissy-Saint-Léger (1851 → 1870) |
| 1871    | 1881    | Louis Lanquetot (1814-1881)                         |                          | Notaire |
| 1881    | 1882    | Émile Mathieu Maudet                                |                          | |
| 1882    | 1887    | Jean Pierre Renault                                 |                          | |
| 1887    | 1909    | Henri Legros (1848-1909)                            | Républicain Progressiste | Notaire Conseiller général de Boissy-Saint-Léger(1907 → 1909) Décédé en fonction |
| 1909    | 1916    | Jules Tarride                                       |                          | Négociant |
| 1916    | 1918    | Ferdinand Guillaumeron                              |                          | |
| 1918    | 1924    | Henri Vacherot (1862-1945)                          |                          | Horticulteur, fondateur de l'entreprise Vacherot et Lecoufle |
| 1924    | 1935    | Gaston Roulleau                                     | Rad.ind.                 | Conseiller général de Boissy-Saint-Léger (1924 → 1937) |
| 1935    | 1941    | Gaston Braley                                       |                          | |
| 1941    | 1944    | Maurice Vacherot (1891-1978, fils d'Henri Vacherot) |                          | Horticulteur, producteur d'orchidées Nommé conseiller départemental en 1943 |

### Depuis 1944
Depuis la Libération de la France, sept maires se sont succédé à la tête de la commune.
| Période      | Période                       | Identité            | Étiquette                       | Qualité |
| ------------ | ----------------------------- | ------------------- | ------------------------------- | --- |
| 1944         | 1944                          | Michel Catonné      | SFIO                            | Médecin Président du Comité local de libération                                                                              |
| 1944         | mai 1945                      | Gaston Braley       |                                 | |
| mai 1945     | octobre 1947                  | Michel Catonné      | SFIO                            | Médecin |
| octobre 1947 | mai 1953                      | Pascal Blanchetière |                                 | |
| mai 1953     | mars 1971                     | Michel Catonné      | SFIO puis PSA puis PSU puis DVG | Médecin Membre de la SFIO de 1935 à 1958, du PSA de 1958 à 1960 et du PSU de 1960 à 1965                                     |
| mars 1971    | mars 1977                     | Louis Rougagnou     | DVD                             | Ancien fonctionnaire |
| mars 1977    | juin 1995                     | Roger Guillemard    | PS                              | Directeur administratif retraité, ancien adjoint au maire Conseiller général de Boissy-Saint-Léger (1994 → 2008)             |
| juin 1995    | mars 2008                     | Daniel Urbain       | RPR puis UMP                    | Cadre technique |
| mars 2008    | En cours (au 4 novembre 2021) | Régis Charbonnier   | PS                              | Ancien cadre Conseiller régional d'Ile-de-France (2017 → 2021) Suppléant du député Roger-Gérard Schwartzenberg (2012 → 2017) |